# Lockheed WP-3D Orion
El Lockheed WP-3D Orion es un avión modelo P-3 Orion altamente modificado, utilizado por la división del Centro de Operaciones de Aeronaves de la Oficina Nacional de Administración Oceánica y Atmosférica (NOAA por sus siglas en inglés). Las aeronaves son operadas por oficiales del Cuerpo de Oficiales Comisionados de la NOAA. Solo existen dos unidades de este modelo, cada uno de los cuales incorpora numerosas funciones para la recopilación de información meteorológica. Durante la temporada de huracanes del Atlántico, los WP-3D se despliegan para desempeñar funciones de cazadores de huracanes. La aeronave también apoya la investigación sobre otros temas, como la cobertura de hielo del Ártico, estudios de la química del aire y análisis de la temperatura y las corrientes del agua del océano.

## Diseño
Los WP-3D están equipados con tres radares meteorológicos, un radar de banda C en el morro y en el fuselaje inferior, y un radar de banda X en la cola del aeroplano. También están equipados con la capacidad de desplegar sondas en sistemas de tormentas y tienen sensores de temperatura a bordo y otros equipos meteorológicos. Si bien no están especialmente reforzados para volar en medio de huracanes, sus cubiertas fueron reforzadas para soportar la carga adicional del equipo.
Tiene un muestreador de poste de barbero (llamado así por sus rayas rojas y blancas) que sobresale al frente del avión, un radar meteorológico Doppler de cola y otros instrumentos de aspecto característico colgando del ala.

## Historial operativo
Actualmente, la NOAA opera dos WP-3D apodados Miss Piggy y Kermit, y sus logotipos presentan los personajes creados por la compañía Jim Henson. El otro avión de caza huracanes de la NOAA, el Gulfstream IV-SP, llamado Gonzo; complementa la flota de aviones WC-130 operados por el 53.º Escuadrón de Reconocimiento Meteorológico de la Fuerza Aérea de los Estados Unidos. En 2014, los dos Orion habían volado más de 10.000 horas cada uno y habían atravesado más de 80 huracanes.  En 2024, la NOAA anunció planes para reemplazar estos dos aviones con modelos C-130J modificados, y está prevista su retirada en 2030.
Entre 2015 y 2017, el avión recibió un importante rediseño, con un coste total de 35 millones de dólares, trabajo realizado por el Centro de Preparación de la Flota del Sudeste de la Armada de los Estados Unidos en Jacksonville, Florida; que incluyó nuevas alas y motores y radares y aviónica mejorados, cambios que permitirán a la aeronave estar operativa hasta entre 2032 y 2037.

## Especificaciones (WP-3D Orion)
Características generales

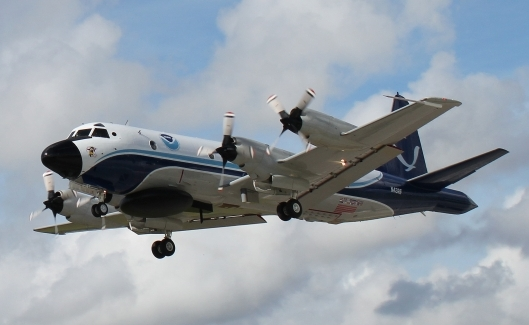
El Lockheed WP-3D Orion en vuelo con el nuevo esquema de pintura de la NOAA.

- Tripulación: hasta 22 (2 pilotos, ingeniero de vuelo, navegante, director de vuelo, 2 o 3 especialistas en ingeniería/electrónica, especialista en radio/aviónica y hasta 12 científicos)
- Longitud: 35,61 m.
- Envergadura: 30,38 m
- Altura: 10,44 m
- Área del ala: 120,77 m 2
- Relación de aspecto : 7,5:1
- Peso vacío: 33 112 kg
- Peso máximo de despegue: 61 235 kg
- Planta motriz: 4 turbohélices Allison T56 -14 de 3 400 kW cada una

Actuación
- Velocidad de crucero: 250 nudos (460 km/h)
- Alcance: 3 800 millas náuticas (7.000 km) a gran altitud; 2.500 millas náuticas (4 600 km) a baja altitud
- Autonomía: 11,5 horas a gran altitud; 9,5 horas a baja altitud
- Techo de servicio: 8 200 m
- Velocidad de ascenso: 15 m/s